# Carlos Lozier
Carlos Francisco Ambrosio Lozier (Saint-Philbert-des-Champs, 1784 - Concepción, 1865) fue un militar, geógrafo, profesor e ingeniero francés radicado en Chile.
Perteneció al Grande Armée de Napoleón Bonaparte, participando en las Guerras napoleónicas que lo llevarían a España, y posteriormente a Estados Unidos.
Llegó a Buenos Aires en 1817 a bordo del barco Clifton, como parte de los oficiales al servicio de Chile, encomendados por José Miguel Carrera, para luchar por la independencia de ese país, sin embargo, a la llegada a la capital argentina, ya había ocurrido el Cruce de los Andes y la Batalla de Chacabuco. El Director supremo de las Provincias Unidas del Río de la Plata, Juan Martín de Pueyrredón, retiene en la ciudad a la tripulación, hasta que cada integrante de esta, emigra por su propia cuenta.
En 1823 el gobierno de Chile, le encarga la misión de realizar un plano topográfico del territorio nacional, sin embargo, la misión fracasa por falta de recursos. Al año siguiente establece su residencia en Concepción, aprendiendo el Idioma mapuche. Carlos Eduardo Bladh, viajero de origen sueco, le invita a crear un reloj de sol en el Cerro Santa Lucía, cual daría puntapié a la tradición del "Cañonazo de las doce", donde cada vez que son las doce de la tarde, suena un cañón marcando la hora, tradición que se mantiene hasta la actualidad. Para 1825 y 1826 se dedica a enseñar matemáticas y agrimensura en el Instituto Nacional, además de ejercer su labor como primer rector civil del recinto educacional.
Tras el Terremoto de Concepción de 1835, Lozier se encargaría de trazar las nuevas calles para el traslado de la ciudad de Chillán, cual había resultado destruida. El punto central del trazado de las calles corresponde a la Plaza de armas de Chillán, cuyas calles serían orientadas de manera perfecta, según el polo norte magnético. Actualmente, el área en que trazó las calles, hoy son conocidas como el sector de Las Cuatro Avenidas.
Lozier falleció en 1865, destinando parte de su fortuna para la construcción de una escuela en su pueblo natal.